# والینومایسین
والینومایسین (به انگلیسی: Valinomycin) با فرمول شیمیایی C54H90N6O18 یک یون‌بر است که کاتیون پتاسیم را از عرض غشای سلول‌ها منتقل می‌کند. جرم مولی آن ۱۱۱۱٫۳۲ گرم بر مول می‌باشد. شکل ظاهری این ترکیب، جامد سفید است.